# Reserva natural nacional Wolong
La Reserva Natural Nacional Wolong (en chino tradicional, 臥龍自然保護區; en chino simplificado, 卧龙自然保护区; pinyin, Wòlóng Zìránbǎohùqū) es un área protegida ubicada en el condado Wenchuan, en la provincia de Sichuan en China. Fundada en 1963, la reserva cubre un área de unas 200.000 hectáreas en la región de las Montañas Qionglai. Existen 4.000 especies diferentes registradas en la reserva. Alberga a más de 150 pandas gigantes, una especie altamente amenazada. La reserva es también hogar de muchas otras especies en peligro, incluyendo pandas rojos, langures ñatos dorados, ciervos de hocico blanco y una gran diversidad de plantas. Wolong recibe 100.000 visitantes al año.

## Centro de investigación
En junio de 1980, fue fundado el Centro de investigación y conservación chino para el panda gigante en Wolong, gracias a los esfuerzos de la organización no gubernamental WWF y el gobierno chino. A la fecha, han sido posibles investigaciones sobre pandas gigantes y ha sido posible el desarrollo exitoso de 66 oseznos pandas.

## Ubicación

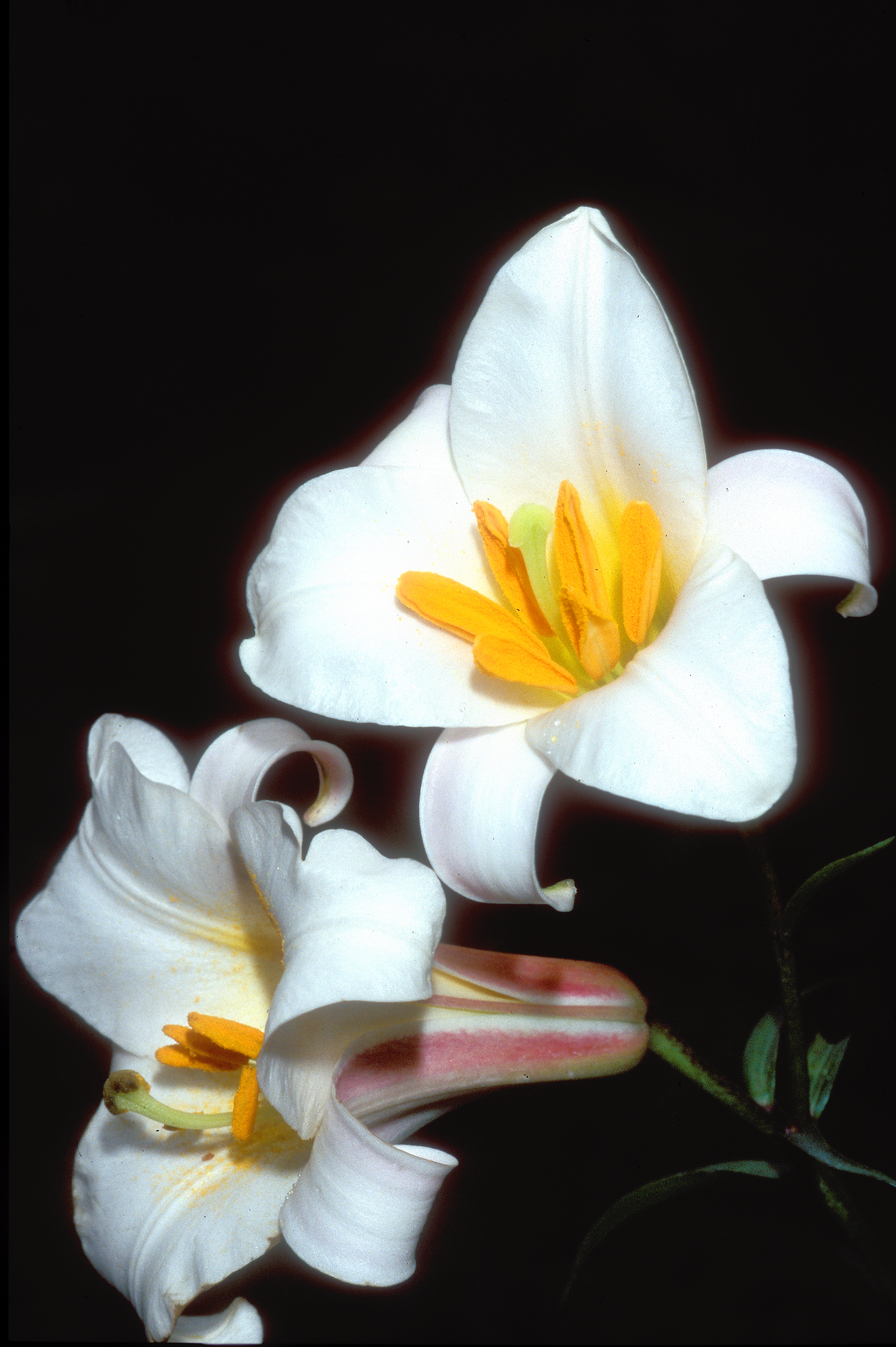
Lilium regale, una flor nativa local.

Un arroyo discurre a lo largo del valle Wolong, donde se ubica la reserva. La corriente está protegida por bloques de piedra y pequeños cantos rodados. El agua que trae la corriente es bastante alcalina, con niveles de pH en el rango de 8,91. La turbidez de la calidad del agua es bastante alta debido a la extensiva minería de arena y grava en el torrente.
Según una investigación de 2001 llevada a cabo por el Dr. Jianguo Liu de la Universidad Estatal de Míchigan, la tasa de destrucción es mayor después de la creación de la reserva que antes de su fundación. A través del uso de imágenes satelitales de la NASA y registros de población, el equipo de investigación de Liu concluyó que debido al turismo y al incremento de la población local, la reserva está enfrentando una amenaza sin precedentes. Así, Liu declaró que "los turistas no piensan que tienen un impacto en el hábitat del panda, pero indirectamente cada visitante tiene algún impacto. No nos vemos como una fuerza destructiva, pero lo somos".